# Chlorure d'or
Un chlorure d'or est un composé chimique du chlore et de l'or. Comme l'or peut avoir plusieurs états d'oxydation, il existe plusieurs de ces chlorures (dans lesquels le chlore a toujours le nombre d'oxydation −I). On connaît :
- le chlorure d'or(I), ou chlorure aureux, de formule AuCl. Dans les conditions normales de température et de pression (CNTP), il se présente comme un solide jaune clair ;
- le chlorure d'or(I,III), de formule brute AuCl2 mais dont la molécule est le tétramère (AuCl2)4 ou, plus précisément, le dimère (AuIAuIIICl2)2. Dans les CNTP, c'est un solide noir ;
- le chlorure d'or(III), ou chlorure aurique, de formule AuCl3. Dans les CNTP, c'est un solide rouge ;
- le chlorure d'or(III) monohydraté, de formule AuCl3·H2O. Dans les CNTP, c'est un solide jaune d'or.

On appelle aussi parfois (mais improprement) chlorure d'or l'acide chloraurique, de formule HAuCl4.